# أورلاندو دوس سانتوس كوستا
أورلاندو دوس سانتوس كوستا هو لاعب كرة قدم برازيلي، ولد في 26 فبراير 1981 في ساو لويز في البرازيل. لعب مع نادي جينك ونادي رويال شارلروا.

## وصلات خارجية
- أورلاندو دوس سانتوس كوستا على موقع قاعدة بيانات كرة القدم.إي يو (الإنجليزية)